# Gisshult
Gisshult är en bebyggelse vid östra stranden av Gisshultasjön i Norra Solberga distrikt i Nässjö kommun. Från 2023 avgränsar SCB här en småort.